# Lily Branscombe
Lily Branscombe, nata Lillian Rodman (Cartertown, 28 febbraio 1876 – San Francisco, 26 settembre 1970), è stata un'attrice neozelandese che, trasferita negli Stati Uniti, lavorò nei primi anni del cinema muto.

## Biografia
Nata in Nuova Zelanda, nel 1911 debutta a 35 anni sugli schermi USA in Pals, un film di un rullo prodotto dalla Essanay Film Manufacturing Company. È la prima di 42 pellicole girate in poco più di un anno. Lily Branscombe, il cui primo film era uscito nell'ottobre 1911, si ritira, infatti, alla fine del 1912. Tra i suoi partner, spicca il nome di Francis X. Bushman, con il quale formò per un breve periodo, una popolare coppia dello schermo.
I suoi ultimi film, prodotti sempre dalla Essanay come tutti quelli della sua carriera, sono due pellicole girate nel 1912 che escono nel gennaio 1913: Alkali Ike in Jayville, dove interpreta la parte di una vedova madre della giovane protagonista e The Road of Transgression, a fianco di E.H. Calvert, un attore (e regista) che continuerà la sua carriera, soprattutto come caratterista, fino al 1939.

## Vita privata
Sposata a Herbert Ashton Sr., di cui restò vedova, era madre di Herbert Ashton, che intraprese anche lui la carriera d'attore.
Lily Brascombe morì nel 1970, all'età di 94 anni, a San Francisco.

## Filmografia
La filmografia è completa. Quando manca il nome del regista, questo non viene riportato nei titoli
- Pals (1911)
- He Fought for the U.S.A. (1911)
- The Empty Saddle (1911)
- The Quinceville Raffle (1911)
- The Goodfellow's Christmas Eve (1911)
- A Brother's Error (1912)
- The Hospital Baby (1912)
- The Melody of Love (1912)
- The Turning Point (1912)
- Out of the Depths (1912)
- The Clue (1912)
- In Quarantine (1912)
- The Legacy of Happiness (1912)
- Billy Changes His Mind (1912)
- The Mis-Sent Letter (1912)
- Down Jayville Way (1912)
- Mr. Tibbs' Cinderella (1912)
- Her Hour of Triumph di Archer MacMackin (1912)
- The Old Wedding Dress (1912)
- An Adamless Eden (1912)
- Her Adopted Father (1912)
- Three to One (1912)

- Back to the Old Farm (1912)
- The Listener's Lesson (1912)
- The Love Test (1912)
- A Little Louder, Please! (1912)
- Well Matched (1912)
- Terrible Teddy (1912)
- A Mistaken Calling (1912)
- The Grassville Girls (1912)
- The Snare di Theodore Wharton (1912)
- The Warning Hand (1912)
- Bringing Father Around (1912)
- Miss Simkins' Summer Boarder (1912)
- The Letter (1912)
- The Moving Finger (1912)
- The House of Pride di Jack Conway (1912)
- Mr. Up's Trip Tripped Up (1912)
- The Scheme (1912)
- Mr. Hubby's Wife (1912)
- The Stain (1912)
- Alkali Ike in Jayville di E. Mason Hopper (1913)
- The Road of Transgression (1913)